# PA-NON
PA-NON（パノン）は、日本の作詞家。

## 略歴
2008年にNEWSの「STARDUST」で作詞家デビュー。
J-POP、K-POP、アニメ、ゲーム、CMソングなど、幅広いジャンルで作詞活動を展開している。

## 提供作品
- NEWS
  - STARDUST（共作詞）

- テゴマス
  - たったひとつだけ（作詞）
  - HIGHWAY（作詞）

- ジャニーズWEST
  - 考えるな、燃えろ!!（共作詞、作曲） ※Netflix「炎の転校生 REBORN」主題歌

- 舞祭組
  - 春夏秋冬、漢歌（共作詞、作曲）

- KARA
  - ミスター（共作詞）
  - ビンクス（作詞）
  - ガールズ ビー アンビシャス（作詞） ※ダリヤ「パルティ 泡パックヘアカラー」TVCM『泡KARAデビュー!』CMソング
  - ガールズ パワー（作詞）
  - STEP（共作詞）
  - 白昼夢 by ギュリ（作詞）

- 2PM
  - マスカレード～Masquerade～（共作詞）
  - Missing You（作詞）
  - Hands Up（共作詞）

- Apink
  - NoNoNo（日本語詞）
  - REMEMBER（日本語詞）
  - 花占い（日本語詞）

- SF9
  - hide and seek（日本語詞　共作詞）

- 赤頬思春期（BOL4）
  - 喧嘩した日（日本語歌詞）
  - Blue（日本語歌詞）
  - stars over me（日本語歌詞）

- STAYC
  - stereotype（日本語訳詞）
  - Cheeky Icy Thang-Japanese Ver.- （日本語訳詞）
  - GPT -Japanese ver.- （日本語訳詞）

- Golden Child
  - DamDaDi -Japanese Ver-（日本語訳詞）
  - Burn it -Japanese Ver-（日本語訳詞）
  - Replay -Japanese Ver.-（日本語訳詞）
  - Ra Pam Pam -Japanese Ver.-（日本語訳詞）

- LOONA
  - PTT（Paint The Town）-Japanese Ver.-（日本語訳詩）
  - Hi High -Japanese Ver- （作詞）

- LOONA ODD EYE CIRCLE⁺
  - sick love（共作詞） ※TBS系ドラマ「生き残った6人によると」主題歌

- AB6IX
  - BREATHE -Japanese Ver.-（日本語訳詩）

- GFRIEND
  - crossroads（日本語歌詞）

- ORβIT
  - Beautiful Butterfly（共作詞）※アルバム『00』収録

- Cheeky Parade
  - 放課後カタルシス（作詞）
  - HAPPY DAYS（作詞）
  - GLORY DAYS（作詞）

- アイドリング!!!
  - Don't think. Feel !!!（作詞） ※テレビ東京系アニメ「FAIRY TAIL」エンディングテーマ曲

- 3B junior
  - 想い星（作詞）

- ロッカジャポニカ
  - ワールドピース（作詞）

- 桜エビ〜ず
  - 360°シューティングガール（共作詞）
  - みしてかしてさわらして（共作詞）

- はちみつロケット
  - フレンドリーム（作詞） ※テレビ大阪主催イベント「サイクル∞キッチン」テーマ曲

- Fullfull☆Pocket
  - 東京少女（共作詞）
  - 真昼の花火（共作詞）

- SUPER☆GiRLS
  - Please stay with me（共作詞）
  - 明日を信じてみたいって思えるよ（作詞）

- Luce Twinkle Wink☆
  - Shiny flower（作詞）

- さくら学院
  - Planet Episode 008（作詞）

- Ciào Smiles
  - chance!!!（作詞）

- アンスリューム
  - Win！うぃんたー！（作詞）

- 江籠裕奈
  - ギルティ・プリティ（共作詞）

- 手羽先センセーション
  - ゼッタイトレンド（作詞）

- スポンテニア
  - 確かな何か（共作詞）

- 超特急
  - HOPE STEP JUMP（作詞）  ※初主演映画「サイドライン」主題歌

- B2takes!
  - ギリギリ☆ファイティングマン（共作曲）

- X4
  - 誓い（共作詞）

- mayumi yamazaki
  - びゅう（共作詞）
  - All together（共作詞）
  - GAME（共作詞）
  - はんぶんこ（共作詞）
  - aozora（共作詞）
  - シャボン玉（共作詞）
  - ワンツースリー（共作詞）

- ホタルライトヒルズバンド
  - 桜時計（リリックアドバイザー）
  - halation（リリックアドバイザー）

- HAND DRIP
  - Only you Only one（作詞）

- FUN RUMOR STORY
  - キミ、虹、メロディー（共作詞）

- シェリル・ノーム starring May'n
  - ユニバーサル・バニー（共作詞）  ※劇場版マクロスＦ～イツワリノウタヒメ～ 主題歌

- THE KING OF FIGHTERS for GIRLS
  - 草薙京(CV.前野智昭), 八神庵(CV.星野貴紀)　
    - KING OF FIRE（作詞）※ゲーム主題歌

  - 矢吹真吾(CV.子安武人)
    - Blazing heart（作詞）

  - リョウ・サカザキ(CV.木村昴), ロバート・ガルシア(CV.岡本和浩), 包(CV.堀江瞬)
    - 不撓不屈（作詞）

- テニスの王子様
  - 南健太郎&東方雅美
    - We are 地味's（共作詞・作曲）

  - 玉川よしお
    - I LOB YOU（作詞）

  - キコ・バレンタイン＆ドゥドゥ・オバンドゥ
    - Let's Step Now！（作詞）

- IDOLY PRIDE
  - 長瀬麻奈（CV:神田沙也加）
    - First Step（作詞）
    - song for you（作詞）
    - Precious（作詞）

  - 星見プロダクション
    - Gemstones（作詞）
    - 星色のカレイドスコープ（作詞）

  - 佐伯遙子（CV:佐々木奈緒）
    - voyage（作詞）

  - 鈴村優（CV:麻倉もも）
    - ビー・ウィズ・ユウ（作詞）

- ラブライブ!蓮ノ空女学院スクールアイドルクラブ
  - Legato（作詞）
  - colorfulness（作詞）
  - Runway［村野さやかソロ］（作詞）

- オルタナティブガールズ2
  - 真野桜子（CV.大久保瑠美）
    - きゅぴーん☆アイドル宣言（作詞）

- 角田信朗（CR花の慶次）
  - 武士ノ花（共作詞） ※戦国パチンコ CR花の慶次～漢 メインテーマ曲

- Mayumi（CR花の慶次）
  - 涙桜（作詞） ※戦国パチンコ CR花の慶次～漢 メインテーマ曲

- 家中宏、世古陽丸、近藤浩徳（CR真・花の慶次）
  - 天下人、ここにあり（共作詞）

- Pガールフレンド（仮）
  - 椎名心実（CV.佐藤聡美）、クロエ・ルメール（CV.丹下桜）、村上文緒（CV.名塚佳織）
  - えんどれす∞リフレイン（作詞）

- 風町陽歌（CV.早見沙織）
  - きらきらVacation（作詞）
  - LIFE IS LIVE!（作詞）

- 加賀美茉莉（CV.釘宮理恵）
  - Never Ending Story（作詞）

- H-el-ical//
  - イエスノウ（作詞）

- Ray
  - 楽園PROJECT（作詞） ※テレビアニメ「ToLOVEる」オープニングテーマ
  - Party time!（作詞）
  - Sweet Days（作詞）

- J☆Dee'Z
  - Jewel（共作詞）

- Jewel
  - Jewel-next story-（共作詞）

- J☆Dee'Z with ピカチュウ
  - ピースマイル！（作詞） ※テレビ東京系アニメ「ポケットモンスター」エンディングテーマ曲

- スターリィパレット
  - 五十嵐一雪(CV #榎木淳弥)・有墨昴(CV #伊原辰)・浅田葉一(CV #小野友樹)
    - Brand new day！Brand new way！（作詞）

- 快感♥フレーズCLIMAX
  - 大河内詩音（CV.内田雄馬）＆大河内玲音（CV.鈴木達央）
    - NEW GENERATION（作詞） ※テーマソング

- やはり俺の青春ラブコメはまちがっている。
  - 一色いろは（CV.佐倉綾音）
    - いろはうた（作詞）

- D4DJ
  - 山本メーコ
    - Shake it up! （作詞）

  - Photon Maiden
    - Wonder Wonder Trip（作詞）
    - 光（作詞）

- ヘブンズコード・ブレイカーズ
  - Break the Chains（作詞）※主題歌
  - Open the New Gate / JUDGEMENT（作詞）
  - Puzzle / ACE of Swords（作詞）
  - UNNAMED BANQUET / Don't Look Back（作詞）

- イロドリミドリ　HaNaMiNa
  - ケ・セラ・セラ奇想曲（作詞）
  - プライマリー進化論（作詞）

- ファンタジア・リビルド
  - エンデ(CV:古賀葵）
    - 最後のpiece（作詞） ※オープニングテーマ

- ソヨン(CV.原田ひとみ)
  - Starlight Road（作詞） ※「エゴエフェクト」キャラクターソング

- デジモンアドベンチャー02 火田伊織
  - 変わらないもの（作詞）

- トニカクカワイイ
  - 由崎司（CV：鬼頭明里）
    - Tsukasa’ｓ♪Kitchen（作詞）

- ミルキィホームズ
  - いっしょ懸命（作詞）
  - わんだふるコンビネーション（作詞）

- 南條愛乃
  - 教えて∞ / ミユキ（作詞）
  - バイオレンス狂想曲 / 空琉美遊亭丸京（作詞）

- 日笠陽子
  - アイドルのすゝめ / 天草シノ（作詞）　※特典CD テレビアニメーション「生徒会役員共」挿入歌

- じんせーず
  - 人生✩キミ色（作詞） ※テレビアニメーション「人生」エンディングテーマ 、DVD「テレビアニメーション「人生」 Vol.1」特典CD
  - 新田ひより
    - 恋学/遠藤梨乃（作詞）　※DVD「テレビアニメーション「人生」 Vol.2」特典CD

  - 豊田萌絵
    - F♡スクールデイズ / 九条ふみ（作詞）　※DVD「テレビアニメーション「人生」 Vol.2」特典CD

  - 大西沙織
    - カラフルLIFE！！/ 村上絵美（作詞） ※DVD「テレビアニメーション「人生」 Vol.3」特典CD

  - 諏訪彩花
    - ゴーマイウェイ / 鈴木いくみ（作詞） ※DVD「テレビアニメーション「人生」 Vol.3」特典CD

  - 前田玲奈
    - HERE WE GO / 二階堂彩香（作詞） ※DVD「テレビアニメーション「人生」 Vol.4」特典CD

- 浅野真澄
  - アリツカゲラ不動産のテーマ / アリツカゲラ（作詞） ※けものフレンズ2 キャラクターソング

- ノエラ（CV.松田利冴）＆ミナ（CV.熊田茜音）
  - ポーションが欲しくなる歌（作詞） ※「チート薬師のスローライフ〜異世界に作ろうドラッグストア〜」キャラクターソング

- 孫一（CV.佐藤大樹）、織田三郎信長（CV.増田俊樹）、ルシオ（CV.佐藤流司）
  - Faith（作詞） ※「錆色のアーマ -黎明 -」OP曲

- イブロギア(CV.堀江瞬)・牛頭利晃(CV.佐藤拓也)
  - Change the world（作詞）※「魔王イブロギアに身を捧げよ」主題歌

- パラホス
  - アキXTとカール（CV：住谷哲栄・小林聡）
    - LOVE JACKAL（作詞）

- STARRY PLANET☆
  - キラリ☆パーティ♪タイム（作詞） ※テレビアニメ「アイカツプラネット!」エンディングテーマ

- sana（sajou no hana）
  - Brand new day（作詞） ※テレビアニメ「おかしな転生」主題歌

- 楠田亜衣奈
  - 夢のつぼみ（作詞）
  - Everlasting my story（作詞）
  - 君へ。（作詞）
  - Set me free（作詞）

- 内田真礼
  - Applause（作詞）
  - Flag Ship（作詞）

- 鈴木愛奈
  - 今日のわたしをこえて（共作詞・作曲）
  - はつこい（共作詞）
  - 繋がる縁 -ring-（共作詞）
  - Reverse-Rebirth（共作詞、共作曲） ※TVアニメ『逆転世界ノ電池少女』EDテーマ

- 小林愛香
  - Happy∞Birthday（作詞）

- 井口裕香
  - 一番星ソノリティ（作詞） ※TVアニメ『異世界おじさん』EDテーマ
  - 解けない魔法（作詞）
  - Prologue（作詞） ※TVアニメ『虫かぶり姫』OPテーマ
  - 空が落としてゆく言の葉（作詞）

- 永塚拓馬
  - dance with me（共作詞、共作曲）

- SparQlew
  - レジリエンス（作詞）
  - Precious days（作詞） ※ドラマ『片恋グルメ日記』主題歌
  - Stay Gold（作詞）
  - BANG！！！！（作詞）

- （有）カサマス企画 （笠間淳&増元拓也）
  - (有) カサマス企画社歌～Dream or Truth～（作詞）
  - (有) カサマス企画～歌曲第二章～Light or Dark（作詞）

- 神谷浩史
  - まあるい気持ち（作詞）
  - しんこきゅう（作詞）
  - Higher（作詞）
  - Messenger（作詞）

- KAmiYU
  - home（作詞）

- 岡本信彦
  - Like a masquerade（作詞）

- 羽多野渉
  - Never End！ Summer！（作詞）

- 山本和臣
  - HOT♡SUMMER（作詞）

- 宍戸留美
  - Let's  dreaming（作詞）
  - Go！Fight！Win！（作詞）

- 飯田里穂
  - Special days（作詞）
  - won't lie never ever（共作詞）

- 岬なこ
  - 街角カレイドスコープ（作詞）
  - ちいさな蕾（作詞）
  - 銀のシュプール（作詞）

- 筑田行子
  - 君とひこうき雲（共作詞）

- ちく☆たむ
  - カボチャデッカイノイッパイワッテ（共作詞）
  - きみとぼくのうた（リリックアドバイザー）

- 中島由貴
  - Unchain my heart（作詞）

- magical²
  - OK（作詞） ※「魔法×戦士 マジマジョピュアーズ！」EDテーマ

- ゆいま〜るふぁみり（堀内まり菜）
  - ヤッホー！ねこざかな（共作詞、作曲） ※『きんだーてれび』月曜日エンディングテーマ

- ゆいま〜るふぁみり（堀内まり菜・具志堅用高）
  - アロハッピー（共作詞、作曲） ※『きんだーてれび』水曜日エンディングテーマ

- XAI
  - はじまりのうた（作詞）
  - SILENT BIRD（作詞）

- ClariS
  - 秋のグラディエント（共作曲）

- 橋本裕太
  - 君の大切な日（共作詞）

- 出口たかし
  - 君がいい（共作詞、作曲）
  - 暁〜燃やせ魂〜（共作詞、作曲）
  - サンタさんへのおてがみ（共作詞、共作曲）
  - 未来のたからもの（共作詞、共作曲）
  - にこにこ世界（共作詞、共作曲）

- ANFiNY
  - 遠く離れていても（共作詞）

- 伊藤千晃
  - Don't look back（作詞）
  - be yourself（共作詞）

- 山之内すず
  - あなたらしく輝いて（共作詞） ※2019年インターハイ公式応援ソング

- 南条采良
  - 笑顔の架け橋（共作詞）　※香川県オールトヨタ 笑顔の架け橋プロジェクト テーマソング

- East Of Eden
  - 螺旋回廊（作詞）
  - 無重力飛行（作詞）
  - 花美（作詞）
  - echo echo（作詞）
  - 鈍色のラビリンス（作詞）
  - Noise-Canceling（作詞）

CMソング、パチンコスロット、ゲーム主題歌、他多数